# Глазков Микита Юрійович
Микита Юрійович Глазков (рос. Никита Юрьевич Глазков, нар. 16 квітня 1992, Москва, Росія) — російський фехтувальник на шпагах, срібний призер Олімпійських ігор 2020 року, триразовий чемпіон Європи.

## Виступи на Олімпіадах
| Олімпіада  | Дисципліна     | Місце |
| ---------- | -------------- | ----- |
| Токіо 2020 | командна шпага | 2     |